# 뉴욕주
뉴욕주(영어: State of New York, /nuːˈjɔrk/)는 미국 북동부에 자리한 주이다. 중대서양주(the Mid-Atlantic, 中大西洋州)의 하나이기도 하다. 미국에서 네 번째로 인구가 많은 주이며, 대부분이 주의 남동쪽 끝에 자리한 뉴욕과 그 인근에 몰려 있다. 뉴욕주는 뉴저지주·펜실베이니아주와는 남쪽으로, 코네티컷주·매사추세츠주·버몬트주와는 동쪽으로 경계를 이룬다. 또한 롱아일랜드의 동쪽으로는 로드아일랜드주와 해양 경계를 이룬다. 그리고 북쪽으로는 캐나다의 퀘벡주·온타리오주와 국경을 이룬다. 뉴욕주는 보통 뉴욕과 구별하기 위하여 뉴욕주(New York State)로 지칭된다.
뉴욕은 뉴욕주에서, 그리고 미국에서 가장 큰 도시인데 미국의 이주 역사에서 관문 역할을 했고, 재정·문화·교통·제조의 중심지로 널리 알려져 있다. "뉴욕"이라는 명칭은 네덜란드가 뉴욕을 점령할 시기, 자국의 수도 암스테르담에서 따온 뉴암스테르담으로 이름을 바꿔 훗날 뉴욕이 되었다.

## 역사

### 초기 역사

초기의 뉴욕주는 이로쿼이 어족(자주색)과 알곤킨 족(분홍색)이 지배하고 있었다.

유럽인 정착자들이 오기 전에 뉴욕 지방에는 북아메리카에서 가장 크고 가장 세력 있는 인디언 부족들이 살고 있었다. 한 인디언 부족은 델라웨어 족, 마히칸 족, 몬타우크 족. 문세 족, 와핑거 족이었다. 다른 인디언 부족은 이로쿼이 어족이었다. 카유가 족, 모호크 족, 오네이다 족, 오논다가 족과 세네카 족이 이로쿼이 어족의 5개 나라를 이루었다. 양 인디언 어족들은 농사를 짓거나 사냥과 낚시를 하면서 살았다. 이로쿼이 어족은 특히 정치와 사회적 조직에서 진보적이었다.

### 탐험과 정착
이탈리아의 탐험가 지오반니 다 베라자노가 아마 뉴욕 지방을 방문한 첫 유럽인이었을 것이다. 베라자노는 아마도 아메리카 대륙의 북부를 탐험하도록 프랑스의 프랑수아 1세가 기용하였을 것이다. 역사가들은 베라자노가 1524년 뉴욕 만 안으로 진입하면서 허드슨강에 도달하였다고 믿고 있다.
1609년 네덜란드인들이 고용한 영국의 탐험가 헨리 허드슨이 현재 자신의 이름을 딴 그 강으로 올라갔다. 그는 동방으로 향하는 서북 항로를 찾고 있었다. 허드슨의 항해는 네덜란드에게 현재의 뉴욕, 뉴저지, 델라웨어와 코네티컷의 일부를 포함하는 영토를 요구할 수 있도록 해주었다. 영토는 후에 뉴네덜란드로 명명되었다.
또한 그 해에는 프랑스의 탐험가 사뮈엘 드 샹플랭이 퀘벡에서 뉴욕의 북쪽에 들어왔다. 그는 프랑스가 그 땅을 요구할 수 있도록 하려고 방문하였다고 한다.
네덜란드인들이 허드슨의 방문 후의 곧 허드슨강 골짜기에 일부 교역지들과 정착지들을 설립하였다. 거기서 그들은 인디언들과 함께 모피 교역을 시작했다. 1621년 네덜란드인 상인들의 단체가 네덜란드 서인도 회사를 설립하였다. 네덜란드 정부는 다음 24년 동안 회사에게 뉴네덜란드에서 교역을 할 수 있도록 모든 권리들을 주었다. 1624년 회사는 지방에 정착하기 위해 대략 30 가구의 가족들을 보냈다. 이 가족들의 어떤 사람들은 식민지에서 첫 영구적 정착지 오린지 요새(현재 올버니)를 창설하였다. 나머지는 뉴네덜란드의 다른 부분들에 정착지들을 설립하였다.
1625년 네덜란드 식민주의자들의 단체는 맨해튼 섬에 요새를 짓고 도시를 세우기 시작하였다. 그들은 자신들의 정착지를 뉴암스테르담이라고 이름을 지었다. 1626년 네덜란드의 총독 페터 미노이트가 맨해튼을 인디언들로부터 60 휠던 혹은 대략 24 달러 어치로 사들였다. 다음 몇 년 동안에 식민주의자들에 의하여 뉴네덜란드에는 빌트비크(현재의 킹스턴), 렌셀라에르스비크(현재의 렌슬레어), 브루켈렌(현재의 브루클린), 셰넥터디와 다른 정착지들이 설립되었다.
1629년 네덜란드 서인도 회사는 뉴네덜란드의 정착지를 서두르기 위해 지주회사를 세웠다. 회사의 사원들은 정착자들과 대지를 식민화하면 자신들이 가질 수 있는 대지의 넓은 면적이 주어졌다. 단 하나의 지주회사 만이 1700년대까지 지속되었는데, 암스테르담의 다이아몬드 상인 킬라엔 판 렌셀라에르였다. 그의 땅이 현재의 올버니, 컬럼비아와 렌슬레어 군들을 포함하고 있었다. 판 렌셀라에르는 자신의 대지를 소작인들에게 임대하기 시작하였다. 뉴욕의 소작인 제도는 1840년대까지 지속되었다.

### 영국의 통치
코네티컷과 매사추세츠에서 건너온 영국의 식민자들이 롱아일랜드에 정착하였다. 오랜 세월 동안 그들은 네덜란드인들과 협동을 하였다. 그러나 차차 네덜란드인들에게 반대하기 시작하였다. 추가로 영국의 찰스 2세가 뉴네덜란드를 차지하기로 결정하였다. 그는 자신의 동생 요크의 공작 제임스에게 영토의 헌장을 주었다. 1664년 영국인들은 뉴네덜란드를 강탈하기 위하여 함대를 보냈다. 군함들은 뉴네덜란드의 항구에 닻을 내려놓자, 페터 스토이베산트 총독은 싸움없이 항복하였다.
후에 영국인들은 잉글랜드의 제임스 2세가 된 요크의 공작의 이름을 따서 뉴욕으로 이름을 바꾸었다. 1667년에 체결된 브레다 조약으로 네덜란드는 뉴네덜란드의 모두를 영국에 넘겨주었다.
영국인들이 뉴욕의 남쪽을 통치하는 데 승리한 후, 곧 프랑스인들이 북쪽의 거대한 이익을 차지하였다. 프랑스의 탐험가 르네-로베르 카블리에 드 라 살이 나이아가라 지방에 들어왔다. 1731년 프랑스인들이 챔플레인 호수에 놓인 크라운 포인트에 요새들을 세웠다. 그들은 뉴욕의 북쪽에 영구적 소유지를 차지하기 위해 준비를 하였다. 한때 1689년에 유럽에서는 영국과 프랑스 사이에 전쟁이 일어났다. 곧 뉴욕도 두 나라 사이의 전투 장소가 되었다.
1689년부터 1763년까지 뉴욕 지방은 프렌치 인디언 전쟁으로 고통을 겪었다. 전투들은 크라운 포인트, 나이아가라 요새와 티콘데로가 요새는 물론 여러 장소에서 벌어졌다. 프랑스군은 알곤킨 족들의 도움을 받았으나 영국군은 이로쿼이 족들에 의해 도움을 받았다. 전쟁은 경계 지역 지방들과 이미 정착된 지역들의 번영을 더디게 하였다. 1763년 양국은 파리 조약을 맺었으나 전쟁은 프랑스의 북아메리카의 모든 소유지들에게 부담을 주었다.

### 독립 전쟁

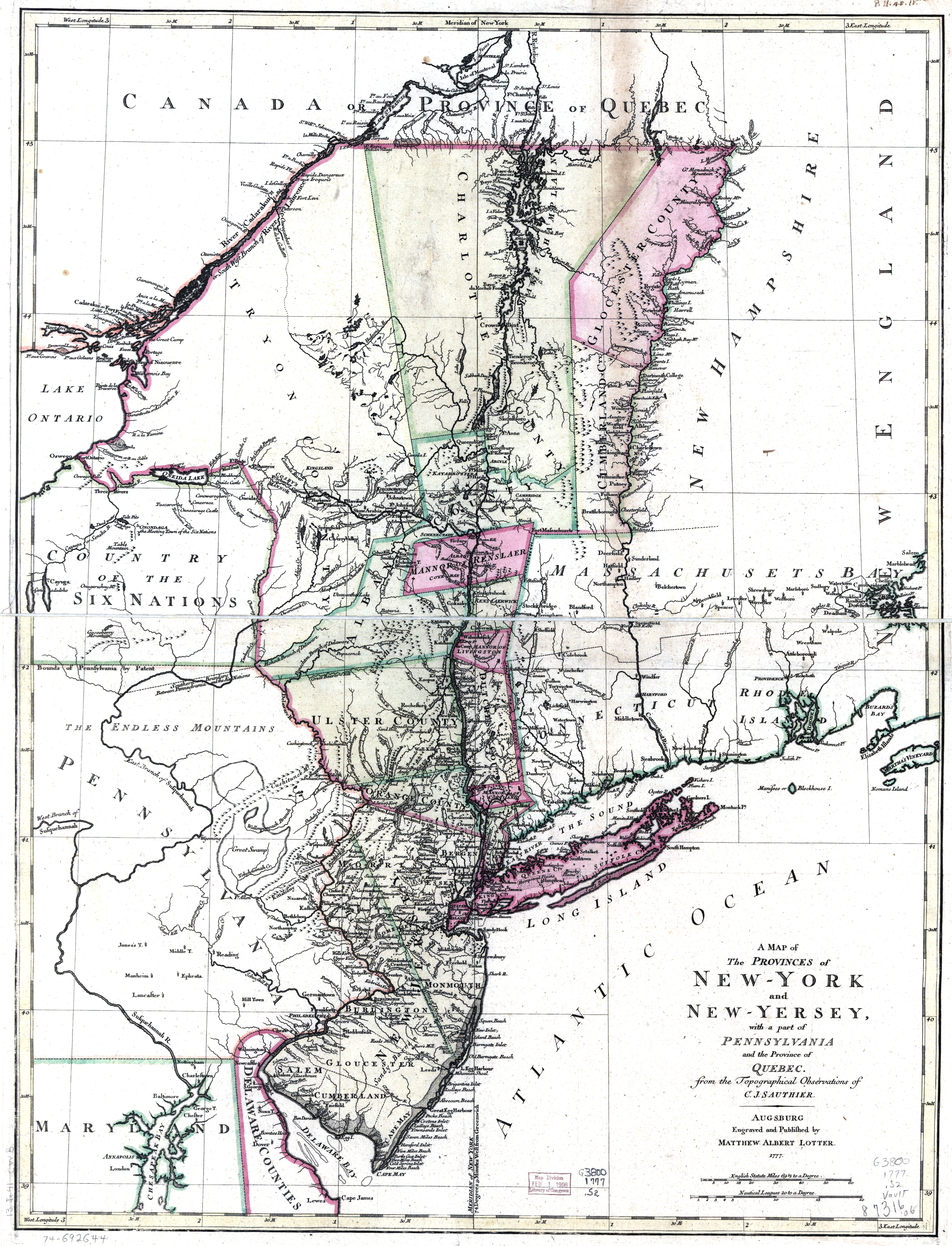
1777년 경의 뉴욕주

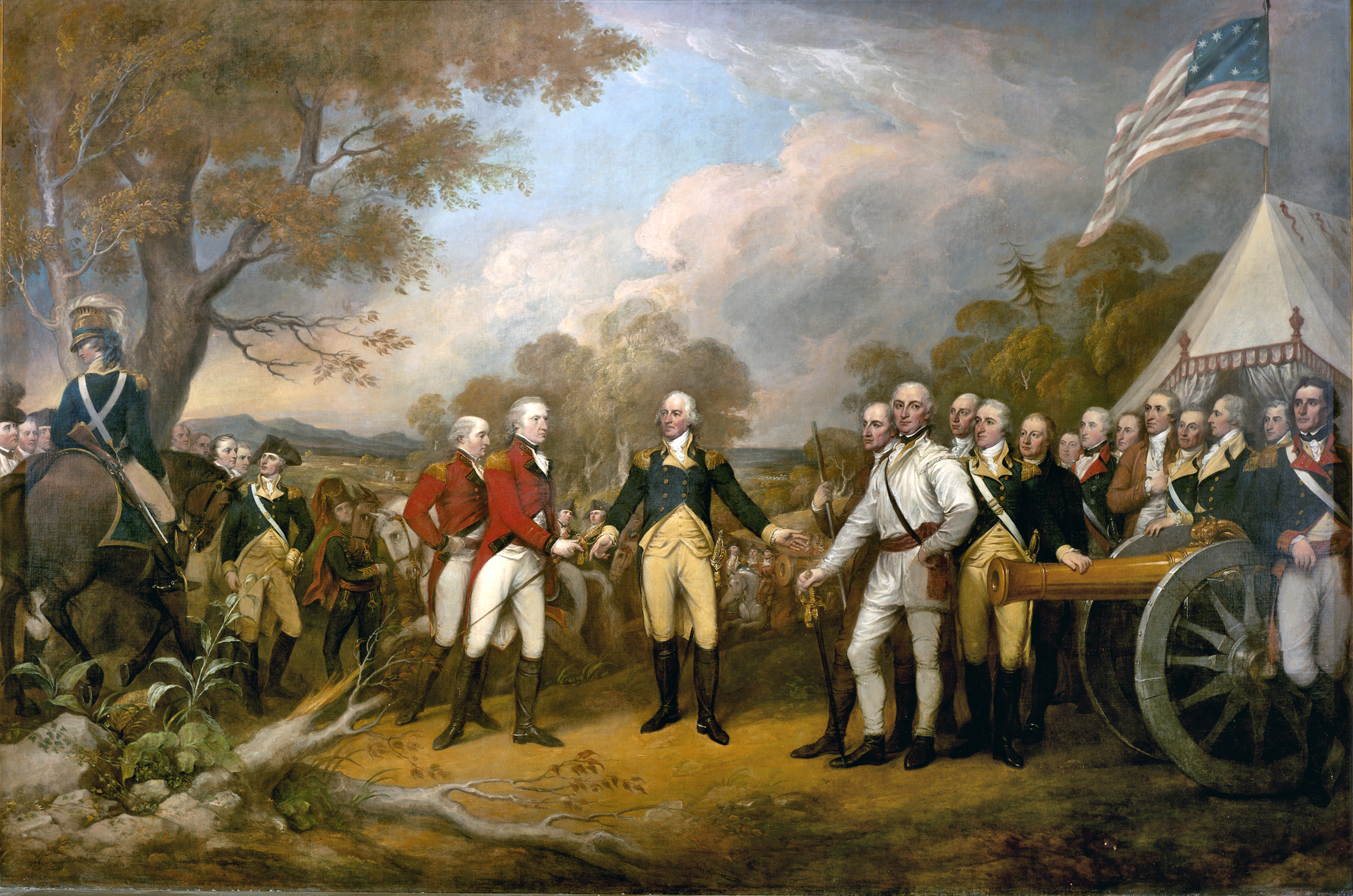
영국의 존 버고인 장군의 항복 (1777년)

영국인들의 정책들은 뉴욕의 많은 주민들을 화나게 하였다. 그들은 영국군의 주둔, 왕립 재판관들의 권리 혹은 영국 국회에 의하여 통과된 세금들을 좋아하지 않았다. 영국당원이라 불린 다른 뉴욕 주민들은 영국에 반대하지 않았다. 뉴욕 주민들의 어느 정도가 영국당원이었는지는 아무도 모른다. 미국 독립 전쟁이 일어나는 동안과 끝난 후에 3만 명의 주민들이 뉴욕을 떠났다고 한다.
독립 전쟁이 일어나는 동안에 뉴욕은 수많은 전투들의 장소가 되었다. 전쟁 내내 영국군은 뉴욕 시를 점령하였다. 영국당원들은 영국군을 도왔고 이로쿼이 족들에게 애국자들에 대항하도록 설득시켰다. 미국의 애국자들은 1777년 뉴욕의 프리먼스 팜에서 첫 번째와 두 번째 전투를 이겼다. 이 승리들은 새러토거의 전투에서 영국군이 항복하도록 이끌었으며 전쟁의 역전을 세웠다.

### 주 지위
1776년 7월 9일 화이트플레인에서 뉴욕의 지방 의회가 열렸다. 이들은 미국 독립 선언을 찬성하였으며, 또한 독립적인 정부를 편성하기도 하였다. 다음 해에 뉴욕은 그 첫 헌법을 채택하였다. 조지 클린턴이 주지사에 선출되었으며, 그는 후에 토머스 제퍼슨과 제임스 매디슨 아래에서 부통령을 지냈다.
1778년 2월 6일, 뉴욕은 연합 규약을 찬성하였는데, 강력한 연방 정부를 원하지 않았다. 그러나 결국 1788년 7월 26일 미국 헌법을 비준하였다. 뉴욕은 합중국에 가입한 11번째 주였다. 뉴욕 시는 1785년부터 1790년까지 미국의 수도로 지내왔으며, 1789년 조지 워싱턴은 초대 대통령으로서 뉴욕에서 취임식을 올렸다.
주 안의 정착은 재빠르게 진행되었다. 1779년 독립 전쟁이 일어나는 동안에 워싱턴 장군은 이로쿼이 족들을 전멸시키기 위해 탐험대를 보냈다. 제임스 클린턴이 지휘하는 군대들은 모호크 계곡을 통하여 인디언들의 마을들을 급습하였다. 군인들은 서스케한나 강으로 전진하여 펜실베이니아주의 티오가로 쳐들어갔다. 그들은 인디언 마을들을 파괴하고, 인디언들의 가축들을 죽이고 그들의 밭들을 불태워버렸다. 이로쿼이 족들의 권력은 영원히 박살나고, 그 대지들은 백인 정착자들에게 문을 열고 말았다. 1810년 뉴욕의 인구는 959,049명이었으며 다른 주들보다 더 많은 주민들이 살았다.
1812년 미영 전쟁이 일어나자 많은 전투들이 뉴욕-캐나다 경계에 놓인 국경 지대의 지방들에서 벌어졌다. 전쟁이 끝난 후, 개척자들이 주의 북쪽과 서쪽에 정착하기 시작하였다. 이 정착자들의 수많은 사람들은 뉴욕주의 다른 지역에서 왔으나, 캐나다, 뉴저지, 델라웨어, 펜실베이니아와 뉴잉글랜드 지역에서 왔다. 1820년에 들어서 약 50만 명의 사람들이 국경 지대들에 살았으며, 뉴욕주의 인구는 1,370,000명 이상이었다.

### 증대하는 번영

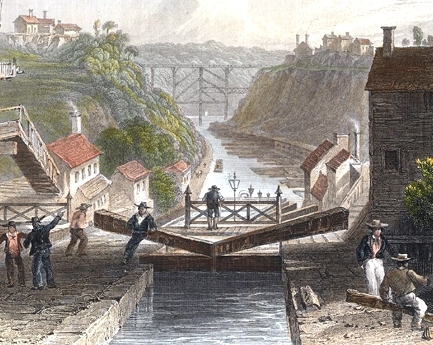
이리 운하의 건설

국경 지대가 열리면서 뉴욕주의 주민들은 해안 지대와 내륙 지역 사이에 더 나은 교통이 필요하다는 것을 깨달았다. 드위트 클린턴 주지사는 대서양과 오대호를 잇는 운하의 건설을 오랫동안 주장하였다. 1825년 이리 운하가 완성되었다. 그 운하는 이리호에 버펄로부터 트로이까지, 허드슨강에 올버니까지 뉴욕주를 가로지르고 있다. 운하는 뉴욕 시와 버펄로 사이에 놓인 수로에서 중요한 연결점이었다. 거대하게도 상품을 실어가도록 가격을 낮추었다. 서부의 농부들은 농작물들을 동부로 실어나르기 위해 오대호와 이리 운하의 길을 통하였다. 뉴욕의 번영하는 공장에서 온 제품들을 이리 운하를 통하여 서부로 실어날랐다.
이리 운하의 개통에 이어 주를 가로지르는 철도 개발이 곧 이루어졌다. 운하와 철도는 주의 번영에 용기를 주었다. 그들은 또한 미국으로 쏟아져 들어오는 유럽 이민자들 수 천 명에게 직업을 마련해 주기도 하였다. 1850년 뉴욕주는 "엠파이어 스테이트(Empire State, 제국의 주)"란 속칭이 붙었으며, 인구, 제조업과 상업에서 나라를 이끌었다.
부유한 상인들과 위대한 지주들은 식민지 시절 이래부터 뉴욕주를 통제하였다. 19세기 초반에 뉴욕주는 더 많은 민주적 제도를 도입하였다. 1820년대에 백인들은 투표를 할 수 있는 재산을 더 이상 소유하지 못하게 되었다. 1846년에 채택된 새 헌법은 모든 주요 주공무원들이 투표인들에 의하여 선출하도록 요구하였다.

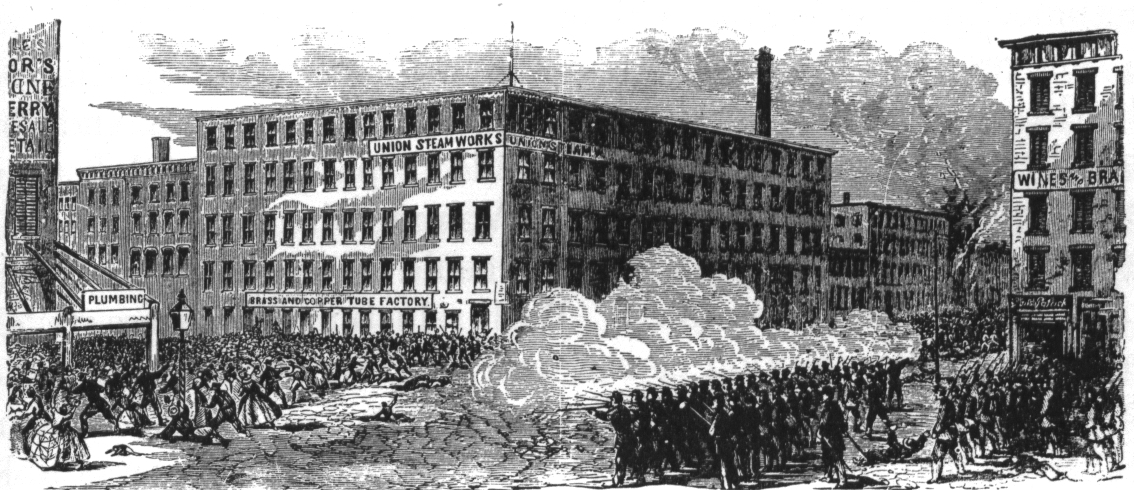
1863년 7월에 일어난 뉴욕 징병거부 폭동

1861년 남북 전쟁이 시작되기 오래 전부터 많은 뉴욕주의 주민들이 강한 반노예주의 운동을 펼쳤다. 1863년 뉴욕 시에서 4일 동안 반란자들이 폭동을 일으켰다. 그들은 북군에 남자들을 징병하는 것을 거부하였다. 반란자들은 불을 내고, 도둑질을 하거나 살인을 저질렀다. 약 500명의 사람들을 죽이거나 상처를 입혔고, 1.5백만 달러의 재산을 파괴시켰다. 게티스버그 전투에 참전한 군인들이 결국 폭동을 끝냈다. 징병 거부 폭동에 불구하고, 뉴욕주는 다른 주들보다 더 많은 군인들, 물자와 돈을 북군에 제공하였다.
1865년 남북 전쟁이 끝난 후, 뉴욕의 여러 지역들에서 새로운 공업이 번영하였다. 중서쪽의 더 많은 제품들이 주의 서부 문길로 알려진 버펄로를 통하여 흘러들었다. 미국과 다른 나라들 사이에 늘어나는 상업이 주의 동부 문길로 알려진 뉴욕 시를 통하여 지나왔다. 이미 미국에서 산업과 재정의 수도로 알려진 뉴욕 시는 또한 지도력 있는 문화적 중심지가 되기도 하였다. 공업이 지속적으로 늘어나면서 고용의 기회에 때문에 이민자들이 쏟아져 들어오는 새로운 경향이 일어났다. 그들은 이탈리아, 폴란드, 러시아 등의 남유럽과 동유럽 국가들에서 왔다. 1900년에 들어서 뉴욕주는 7백만 명 이상의 인구를 가지게 되었다.

### 1900년대 초반
1901년 팬아메리칸 박람회가 버펄로에서 열렸다. 이 박람회는 북아메리카와 남아메리카 사이에 통합의 진흥과 이해를 찾았다.
공화당 소속의 시어도어 루스벨트는 1899년부터 1900년까지 뉴욕주의 지사를 지냈다. 그는 특히 노동의 분야에서 개혁적인 법안을 성원하였다. 1901년에 루스벨트는 윌리엄 매킨리 대통령 아래에서 부통령이 되었다. 그해 9월 6일 취임식이 열린지 6개월 후에 매킨리가 버펄로에서 박람회에 참석하는 동안에 암살범이 그를 총으로 쏘았다. 매킨리는 8일 후에 사망하고 루스벨트가 그 뒤를 이어 대통령이 되었다.
1917년 미국이 제1차 세계 대전에 참전하였다. 뉴욕 시는 유럽에서 돌아오는 수 천 명의 미국 군인들을 맞이한 위대한 항구였다.

### 대공황
1920년대 후반과 1930년대에 일어난 대공황이 뉴욕을 강타하고 말았다. 실업이 심했으며, 남자들과 여자들은 거리의 모퉁이에서 사과를 팔았다. 굶주리는 사람들이 수프 키친이나 블록에 뻗어진 배급 라인에 줄을 섰다.
민주당 소속의 앨프레드 E. 스미스는 두 차례의 뉴욕주지사(1919~20, 1923~28)를 지냈는데, 1928년 대통령 선거에서 공화당원 허버트 후버에게 패하였다. 프랭클린 D. 루스벨트는 1929년부터 1932년까지 주지사를 지내오고, 1933년부터 1945년 사망할 때까지 대통령을 지냈다. 허버트 H. 레먼이 루스벨트를 주지사로서 뒤를 이어 1942년까지 지내왔다. 루스벨트와 레먼은 대공황을 공격하였다. 이 주헌법은 후에 대통령이 된 루스벨트에 의하여 주장된 연방법의 모델이 되었다.

### 1900년대 중반
1900년대 중반에 뉴욕주는 미국의 국방업 중심지가 되었다. 공장들은 제2차 세계 대전과 한국 전쟁 동안에 대량의 전쟁 물자들을 생산하였다. 이 물자들은 주의 산업 중심지들인 버펄로, 뉴욕 시, 로체스터, 셰넥터디와 시러큐스와 수 백 개의 작은 지역에서 왔다. 번영은 또한 농업, 금융업, 보험업과 제조업을 포함한 분야에서 일어났다.
1946년 유엔이 뉴욕 시를 영구적 본부로서 선택하였다. 유엔 본부의 건설이 1952년에 완성되었다. 두 개의 세계 박람회(1939~40, 1964~65)가 뉴욕 시에서 열렸다.
1948년에는 뉴욕주립 대학교를 첫 주립 대학교로서 설립하였으며 60개 이상의 캠퍼스들의 시스템으로 발달하였다.
1950년대 동안에는 뉴욕과 캐나다의 온타리오주가 세인트로렌스강과 나이아가라강에 큰 수력 발전 계획들을 개발하였다. 1961년에는 나이아가라 파워 포인트가 개업되었는데, 세계에서 가장 큰 수력발전소들 중의 하나이다.
뉴욕주는 또한 자신들의 교통 시스템을 거대하게 향상시켰다. 1959년 세인트로렌스 수로를 열어 대양의 배들이 오대호의 항구들로 들어올 수 있도록 하였다. 1960년에는 미국에서 가장 긴 초고속도로 뉴욕주 고속도로를 완성하였다. 496 마일(798 킬로미터)의 이 고속도로는 1964년 토머스 E. 듀이 고속도로로 다시 이름을 지었다. 1960년대에는 또한 연방 정부가 펜실베이니아부터 캐나다까지 180 마일(290 킬로미터)이나 뻗어있는 주간 고속도로 81의 뉴욕주 분배를 완성하였다. 176 마일(283 킬로미터)의 애디론덕 북부 고속도로도 이때 완성되었다. 그해에는 뉴욕 시에 베라자노-내로스 다리가 완공되었다.
1960년대 동안에는 뉴욕 시에 상연을 위한 링컨 센터가 건설되었는데, 미국에서 뛰어난 문화적 협회들을 위한 시설로 이용되고 있다. 이 세계적으로 유명한 협회들은 메트로폴리탄 오페라, 뉴욕 필하모닉, 뉴욕 시 발레단, 뉴욕 시 오페라 등을 포함한다. 추가로 뉴욕 공립 도서관의 두 지점이 중심부에 있다.

### 1900년대 후반
1970년대 동안 많은 뉴욕주의 많은 공업 지대들이 문을 닫아 약 60만 개의 직업들이 감소하는 결과를 가져왔다. 그 결과, 주에서 주민들이 이주하였다. 하지만, 이 주민들의 유출은 1980년대 동안에 줄어들어 1990년대 동안에 인구는 증가하였다. 주의 경제는 서비스업과 전자 제조업에서 증가하여 회복되었다.
1900년대 후반에 뉴욕주는 이민자들, 특히 아시아인들과 히스패닉들을 계속 끌어들였다. 뉴욕주는 캘리포니아주에 이어 매년 새로운 이민자들을 받아들이는 순위에서 2위에 올랐다.
다른 주들처럼 뉴욕주는 유독한 산업 폐기물들의에 대한 장기적 무시를 다루기 시작하였다. 500 이상의 위험 폐기물 지대들이 정화가 필요하다고 측량되었다. 가장 비난을 받는 지대들 중의 하나는 나이아가라 폭포의 이웃 러브 운하이다. 1970년대와 1980년대 초반에 전 분실 지대에서 세어 나온 화학적 폐기물들이 지역의 주민들의 건강에 위협을 가했다. 뉴욕주 정부와 연방 정부는 둘 다 러브 운하로부터 다른 지역들로 가족들이 이주하도록 도움을 준 재정적 협력을 마련하였다. 1986년 뉴욕주의 투표자들은 재정 환경 계획들, 주로 위험 폐기물 지대들을 정화시키기 위해 1.45억 달러 보증금 법령에 찬성하였다.
위험 폐기물들을 다루기 위해 추가로 뉴욕주는 1900년대 후반에 다른 많은 난관들에 부딪혔다. 2000년대까지 지속된 이 난관들은 사회 서비스 향상, 빈민들을 위한 주택 증설과 정신장애인들 문제, 주의 고속도로 향상 조직의 보존을 포함한다. 뉴욕주의 지도자들은 또한 소수 민족 학생들을 위한 더 나은 교육을 마련하고, 마약 사범의 구속과 주의 증가하는 죄수들을 다룰 수 있도록 힘썼다.

### 21세기

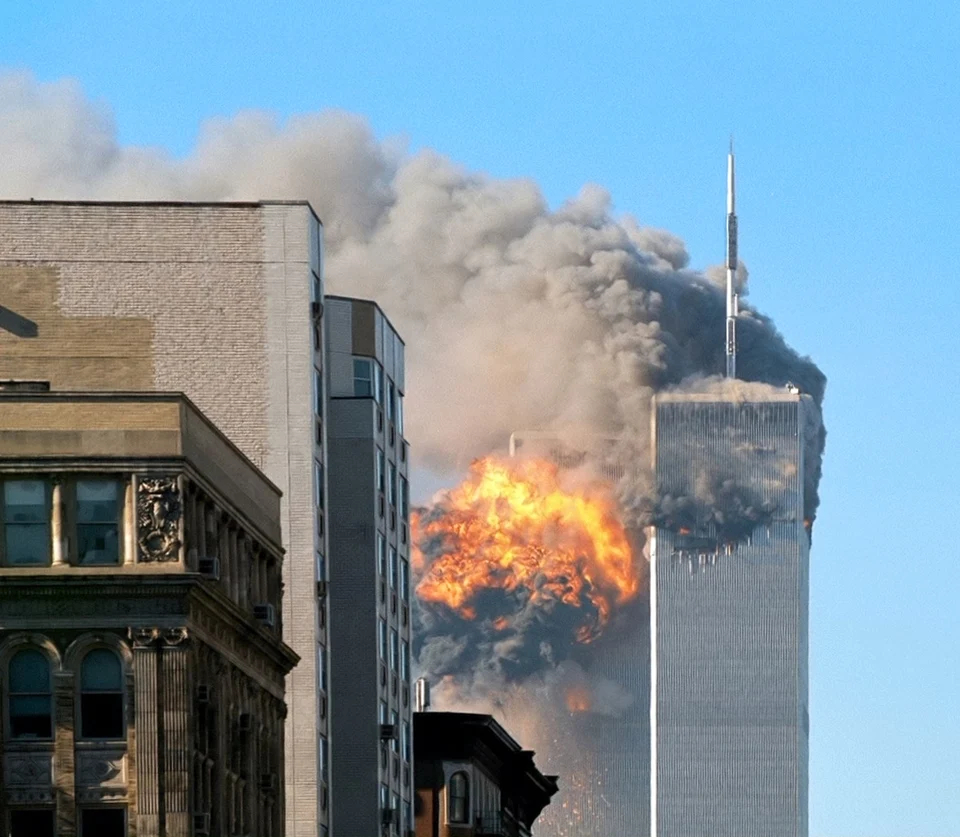
911 테러가 일어난 날 파괴되고 있는 뉴욕 시의 세계 무역 센터(2001)

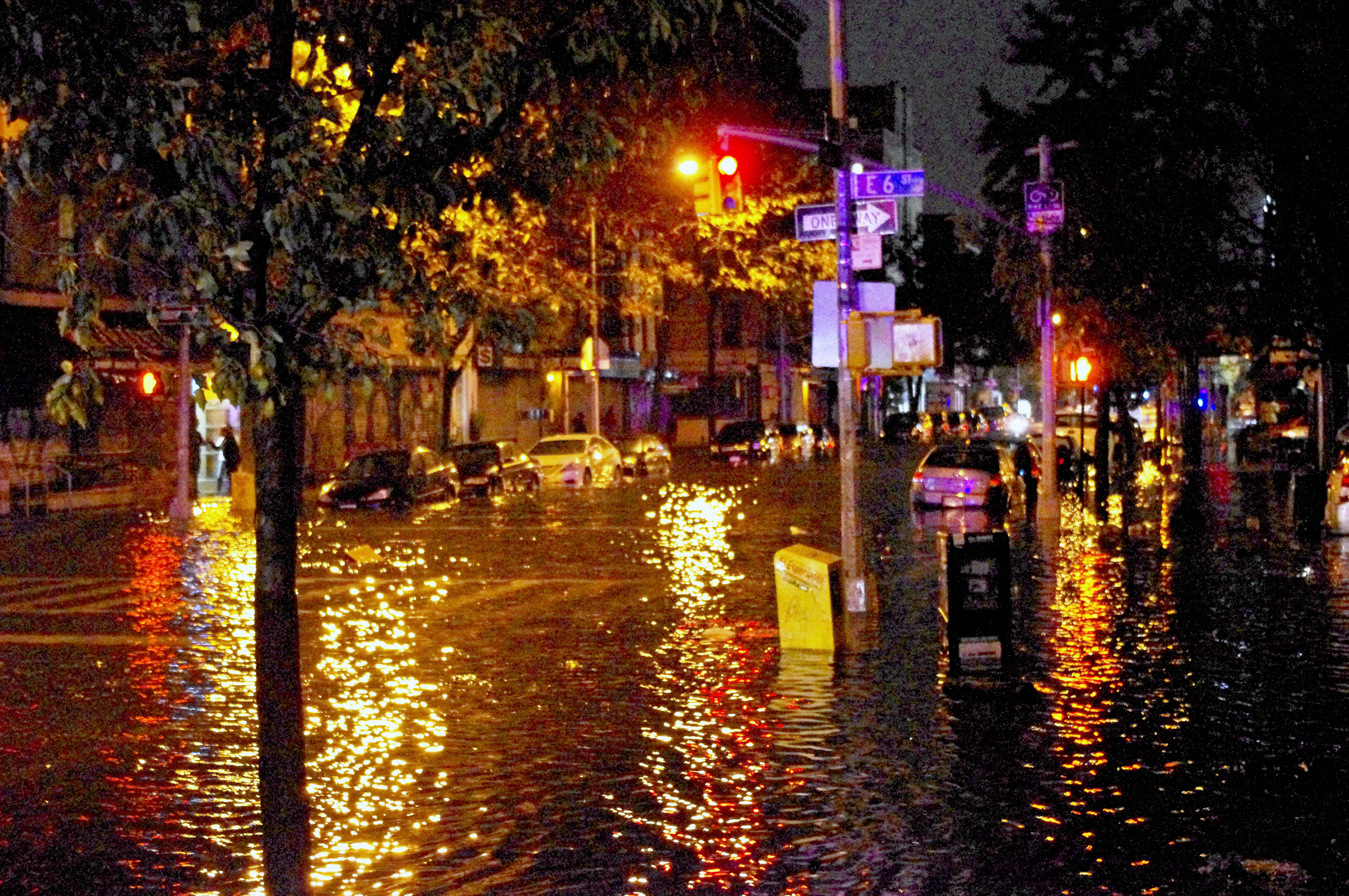
허리케인 샌디에 의하여 생긴 로워 맨해튼 애비뉴 C의 홍수(2012)

2001년 9월 11일 알카에다 소속의 테러리스트들이 민간 항공기를 납치하여 뉴욕 시의 110층 쌍둥이 빌딩 세계 무역 센터에 충돌케 하였다. 다른 납치된 비행기는 워싱턴 D.C. 외부에 있는 펜타곤에 부딪치고, 나머지 한 대는 펜실베이니아주 소머셋 카운티의 밭에 추락했다. 세계 무역 센터는 땅바닥으로 무너졌고, 펜타곤의 일부분이 파괴되었다. 약 3,000명의 사람들이 사망한 이 사건은 미국 역사상 최악의 테러리스트 공격이었다.
2008년 3월에는 데이비드 패터슨이 첫 아프리카계 미국인 주지사로 선출되었다.
2012년 10월 29일과 30일에는 허리케인 샌디에 의한 큰 피해를 입었다.

## 경제

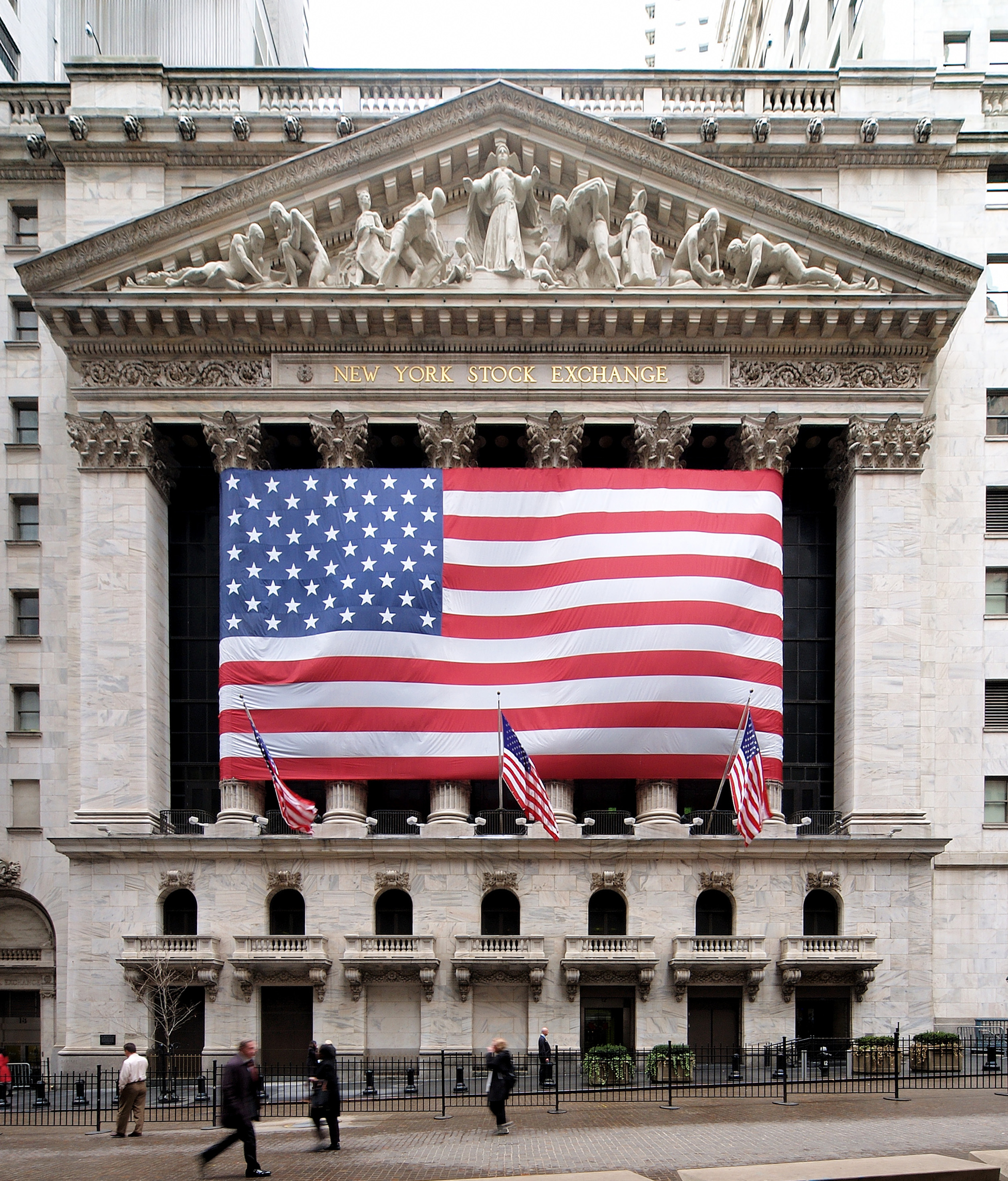
뉴욕 증권거래소

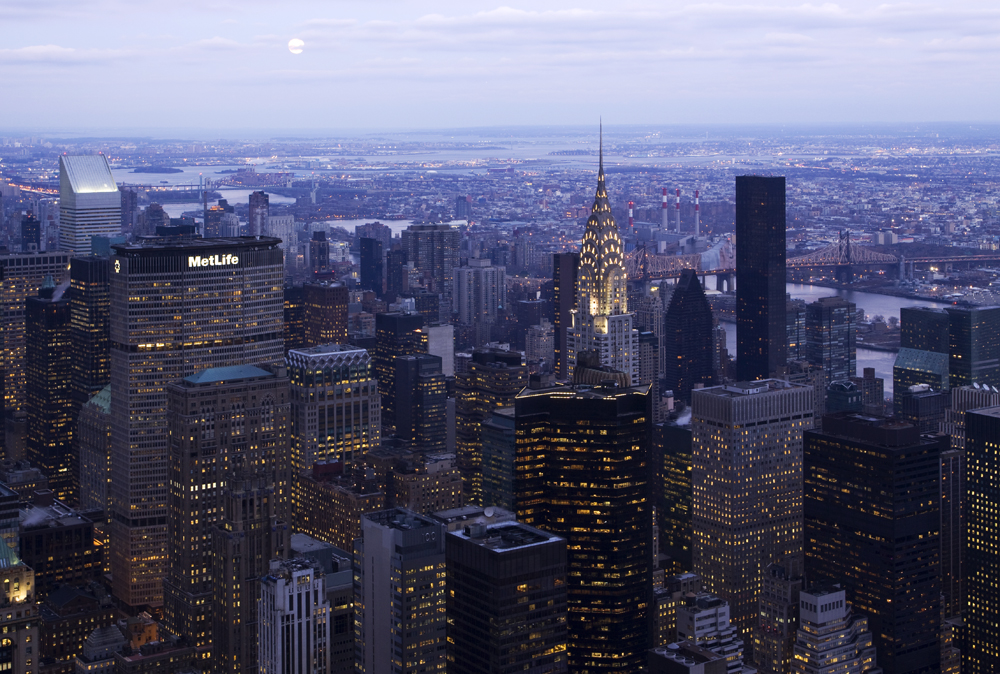
뉴욕 시의 미드타운 맨해튼은 미국에서 가장 큰 중앙 비지니스 구역이다.

### 서비스업
서비스업은 뉴욕주의 전체 국내적 생산의 90 퍼센트를 차지한다. 서비스업의 대부분은 주의 메트로폴리탄 지역들, 특히 뉴욕 시 지역에 집중되어 있다.
미국에서 주요한 재정의 중심지 뉴욕 시는 미국에서 가장 큰 금융 회사들 대부분의 고향이다. 뉴욕 시에 본부를 둔 가장 큰 금융 회사들은 아메리칸 엑스프레스, 시티그룹, JP모간 체이스, 모건 스탠리를 포함한다. 뉴욕 증권거래소는 미국에서 가장 큰 증권거래소이다. 부동산 비즈니스도 뉴욕 시에서 가장 경제적 활동이다. 맨해튼에 있는 제1의 사무소를 위한 높은 수요는 어떤 세계에서 최고 재산 가격들에 결과를 가져왔다. 주의 다른 재정 중심지들은 올버니, 버펄로, 로체스터를 포함한다.
호텔, 식당, 소매상들은 거의 뉴욕 시에서 이루어지고, 또한 올버니, 버펄로와 로체스터에서 행하여진다. 뉴욕의 식당들과 호텔들은 각해에 오는 수억만명의 방문객들에 의하여 이익을 보고 있다. 많은 도매 회사들은 뉴욕 시에 기지를 두었다. 도시의 항구는 거의 외국 무역을 다룬다. 도매 회사들의 많은 수는 또한 올버니, 버펄로와 롱아일랜드에 지사를 두고 있다.
주 정부 사무실은 올버니에 거점을 두었다. 뉴욕 시는 많은 연방, 주립, 지방 정부 근로자들이 있다. 세계에서 가장 큰 법률 회사들과 광고 대행사들은 맨해튼에 지사를 두었다. 미국에서 가장 큰 통신사들 중 하나인 베리즌 통신이 뉴욕 시에 본부를 두었다.

### 제조업
뉴욕주는 주요 공업이 발달한 주에 속한다. 뉴욕주는 큰 기계들로부터 얇은 컴퓨터 칩까지 다양한 제품들을 만들고 있다.
화학 공업은 뉴욕주의 생산품들 중에 1위 등급을 매기고 있고, 주는 미국에서 주요한 화학 제조업 지역으로 순위에 올랐다. 약품은 주의 주요한 화학품이며, 2개의 주요 제약 회사들인 브리스톨-마이어즈 스퀴브와 파이저가 뉴욕 시에 본부를 두고 있다. 사진 화학회사 코닥과 다른 제품들은 로체스터에 기지를 두고 있다.
컴퓨터와 전자 제품들도 중요하다. 주요한 제품들은 컴퓨터의 구성 요소와 마이크로칩, 감시와 항법용 부품이다. 전자 제품 생산업의 중심지는 빙햄턴, 나소-서포크 지역, 뉴욕 시와 로체스터이다. IBM이 뉴욕 시에 본부를 두고 있다.
뉴욕주의 중요한 식품으로서는 과자와 빵류, 과일과 야채 통조림과 낙농 제품들이며, 중심지들은 버펄로-나이아가라 폭포 지역, 롱아일랜드의 나소-서포크 카운티, 뉴욕 시와 로체스터이다.
기계 제조업은 엔진, 터빈과 산업 용품이며, 중심지들은 버펄로, 나소-서포크 카운티, 뉴욕 시와 로체스터이다.
다른 제조업들은 의류, 합성 금속과 출판업이다. 뉴욕은 주요한 의류, 특히 여성 의류의 생산지이며, 중요한 합성 금속 제품들은 기계 상업 제품들과 판금이다. 뉴욕 시는 인쇄와 출판업의 중심지이다. 뉴욕주의 다른 생산품들은 보석류, 플라스틱, 고무 제품과 교통 수단이다.

### 농업
농장 지대가 뉴욕주의 4분의 1을 덮고 있다. 가축과 축산물은 뉴욕주 농업의 소득 약 5분의 3을 마련한다. 우유는 주의 가장 많은 농산물이며 뉴욕주는 우유 생산을 하는 주요한 주들 중 하나로 올라와 있고, 주의 북부와 서부에서 생산된다. 육우와 가금류도 뉴욕주의 축산 소득의 중요한 자원이 되고 있다.
곡류는 대략 뉴욕주 농업 소득의 5분의 2를 마련하고 있다. 가장 많은 생산물은 건초와 옥수수이며, 대부분 젖소들에게 사료로 쓰이고 있다. 콩류와 밀도 생산하고 있다.
뉴욕주는 미국 동부에서 과일과 채소를 생산하는 주요한 중심지이며, 가장 중요한 채소들은 양배추, 오이, 양파, 감자, 사탕 옥수수와 토마토이다. 뉴욕주는 미국 제1의 사과 생산지이며, 제2의 포도 생산지로도 알려졌다. 주의 사과 과수원들은 온타리오호 근처와 허드슨강에 널려있다. 주의 극서부에 있는 차우토카 카운티는 많은 포도를 생산하고 있다.

### 광업
뉴욕주의 주요 광산물들은 천연 가스, 소금, 모래와 자갈 등이다. 석회암은 주에서 가장 중요한 자원이며, 천연 가스는 주의 서부에서 채굴되고 있다. 대부분의 소금 채굴은 애팔래치아산맥에서 성하며, 모래와 자갈은 주 전체를 통하여 채굴된다. 뉴욕은 세라믹에 쓰이는 규회석을 생산하는 유일한 주이다.

### 수산업
상업적인 수산업은 롱아일랜드, 이리 호와 온타리오 호에서 성하는 편이다. 대합조개, 가재, 가자미목, 굴과 오징어가 롱아일랜드 사운드에서 잡힌다. 이리와 온타리오 호에서는 메기, 창꼬치 등이 잡힌다.

## 주민
| 인구조사                                | 인구       | Note | %±    |
| --------------------------------------- | ---------- | ---- | ----- |
| 1790년                                  | 340,120    |      | —     |
| 1800년                                  | 589,051    |      | 73.2% |
| 1810년                                  | 959,049    |      | 62.8% |
| 1820년                                  | 1,372,812  |      | 43.1% |
| 1830년                                  | 1,918,608  |      | 39.8% |
| 1840년                                  | 2,428,921  |      | 26.6% |
| 1850년                                  | 3,097,394  |      | 27.5% |
| 1860년                                  | 3,880,735  |      | 25.3% |
| 1870년                                  | 4,382,759  |      | 12.9% |
| 1880년                                  | 5,082,871  |      | 16.0% |
| 1890년                                  | 6,003,174  |      | 18.1% |
| 1900년                                  | 7,268,894  |      | 21.1% |
| 1910년                                  | 9,113,614  |      | 25.4% |
| 1920년                                  | 10,385,227 |      | 14.0% |
| 1930년                                  | 12,588,066 |      | 21.2% |
| 1940년                                  | 13,479,142 |      | 7.1%  |
| 1950년                                  | 14,830,192 |      | 10.0% |
| 1960년                                  | 16,782,304 |      | 13.2% |
| 1970년                                  | 18,236,967 |      | 8.7%  |
| 1980년                                  | 17,558,072 |      | −3.7% |
| 1990년                                  | 17,990,455 |      | 2.5%  |
| 2000년                                  | 18,976,457 |      | 5.5%  |
| 2010년                                  | 19,378,102 |      | 2.1%  |
| 2019 (추산)                             | 19,453,561 |      | 0.4%  |
| 출처: 1910–2010 1790–1900 2019 Estimate |            |      |       |

2000년 미국 인구 조사국에 의하면 뉴욕주에는 18,976,457명이 살고 있다고 한다. 주의 인구는 1990년의 17,990,455명에서 약 5.5 퍼센트로 증가하였다.
92 퍼센트의 뉴욕주 주민들은 주의 메트로폴리탄 지역들에 살고 있다. 주의 12개 메트로폴리탄 지역들 중 세 곳은 100만 명 혹은 그 이상의 인구를 가지고 있다. 이 지역들은 버펄로-나이아가라 폭포, 뉴욕-북부 뉴저지-롱아일랜드와 로체스터이다.
뉴욕 시는 미국에서 가장 인구가 많은 도시이며, 그 메트로폴리탄 지역이 인구의 한계점에서 또한 미국에서 가장 크기도 하다. 뉴욕 시는 그 메트로폴리탄 지역은 세계에서 가장 인구가 많은 도시들 중에 하나이다. 또한 2000년 인구 조사국에 의하면 뉴욕 시에는 8,008,278명이 살고 있으며, 그 메트로폴리탄 지역에는 18,323,002명이 살고 있다고 나왔다. 뉴욕주에서 10만 명 이상의 사람들이 살고 있는 도시들은 사이즈의 차례로 버펄로, 로체스터, 용커스, 시러큐스와 올버니이다.
뉴욕주, 특히 뉴욕 시에는 오랫동안 다양한 인구 구성을 가졌다. 많은 나라들에서 온 사람들과 여러 민족들이 정착하여 많은 이들이 자신들의 전통을 유지하는 동안에 공동적 문화를 채택하였다. 뉴욕주의 가장 큰 인구 집단으로는 이탈리아, 아일랜드, 독일, 영국, 폴란드 계통의 주민들이다. 유대인이 미국에서 가장 많이 사는 주로도 알려졌다. 100명 중에 약 20명은 다른 나라에서 태어났는데, 도미니카 공화국, 중국, 자메이카, 멕시코, 가이아나, 에콰도르, 아이티, 인도와 콜롬비아에서 온 이민자들이다.
많은 푸에르토리코인들이 제2차 세계 대전이 끝난 이래 도착하였으며, 뉴욕 시에는 약 1만 명의 푸에르토리코인들이 살고 있다.
아프리카계 미국인은 주 인구의 17 퍼센트 이상을 차지하며, 3백만 명 이상의 아프리카계 미국인들이 뉴욕주에 살고 있다.

## 갤러리

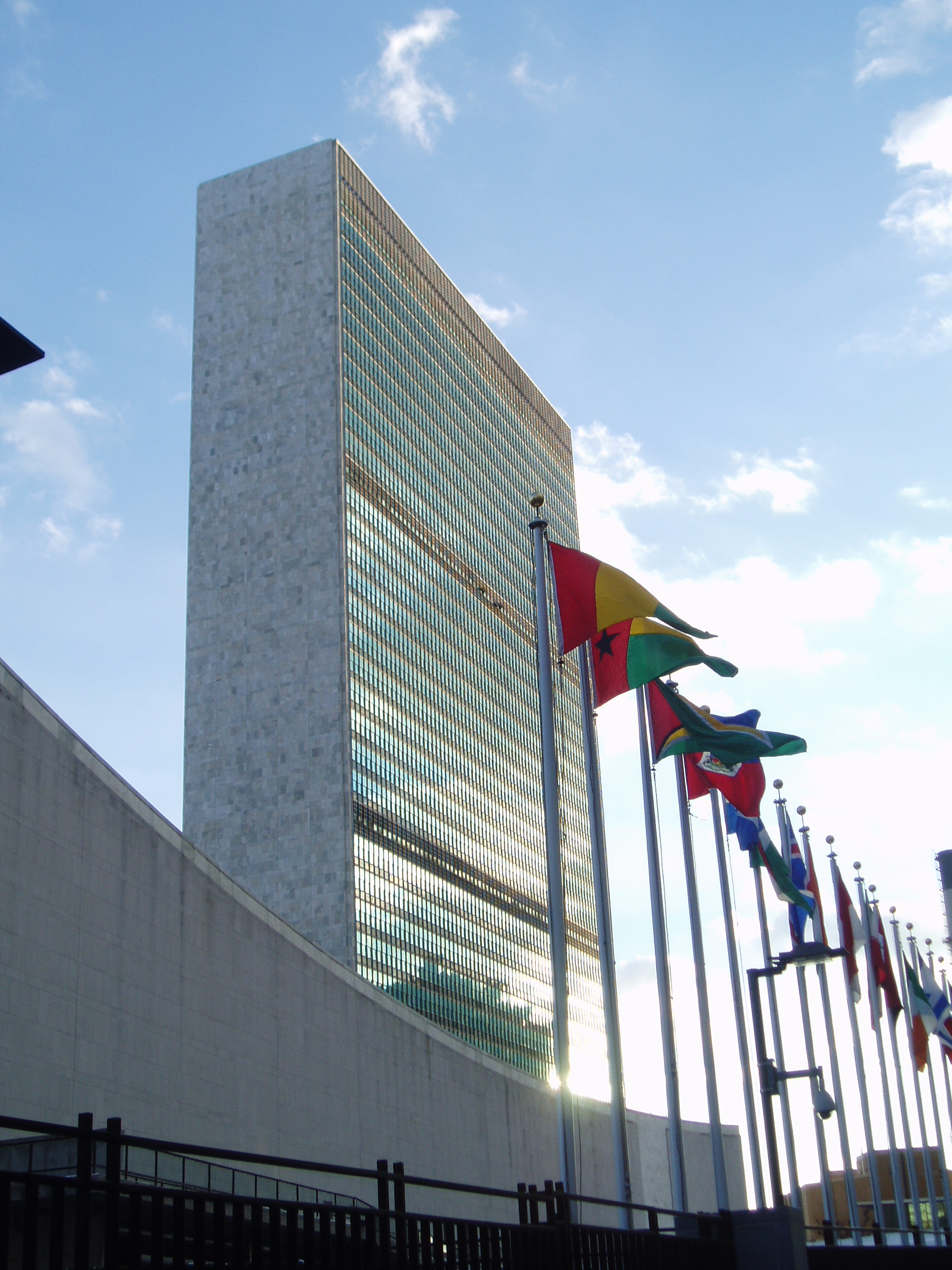
유엔 본부, 뉴욕 맨해튼
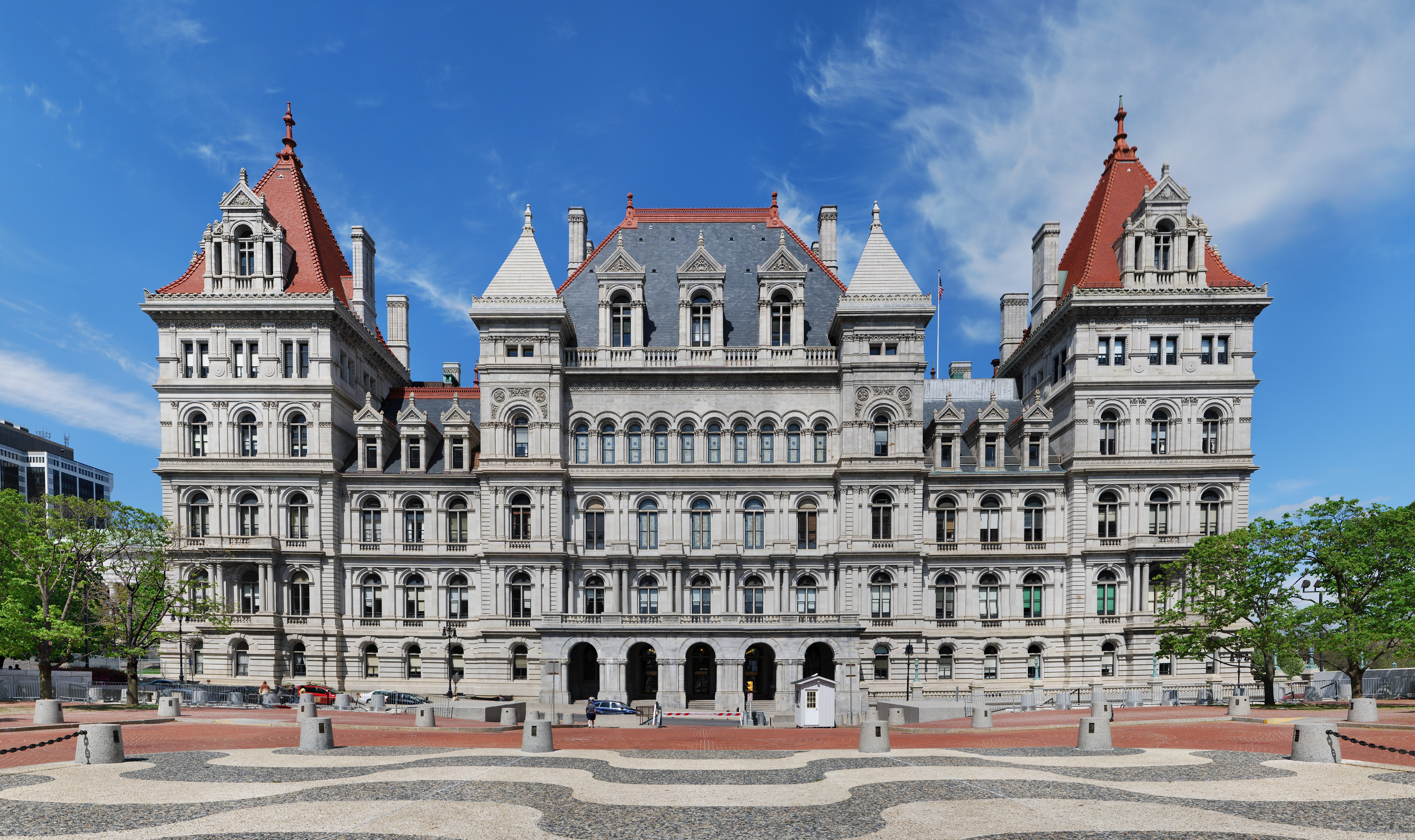
뉴욕주 의사당, 올버니, 1899년에 완료했다.
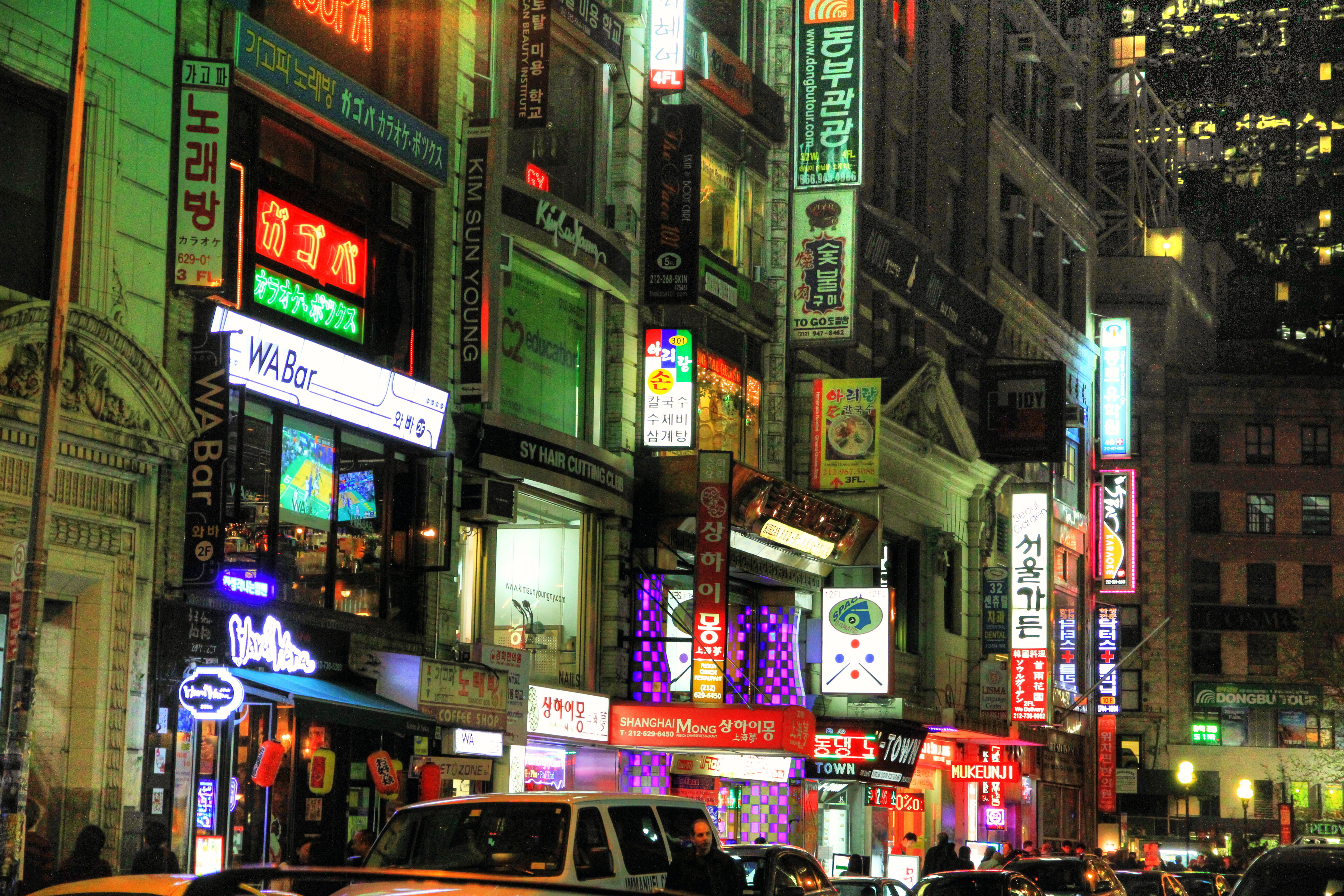
코리아타운 (맨해튼)
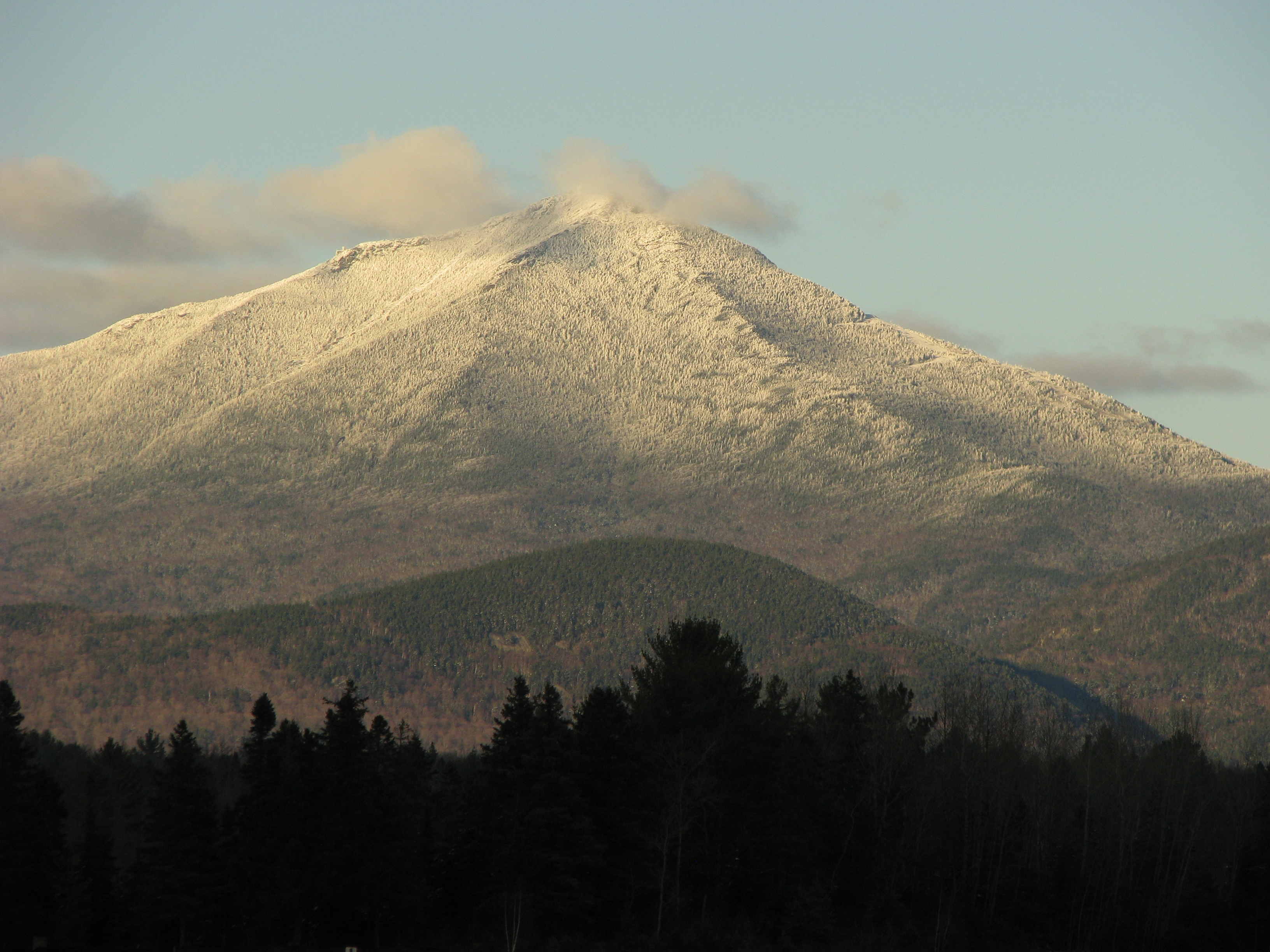
애디론댁산맥
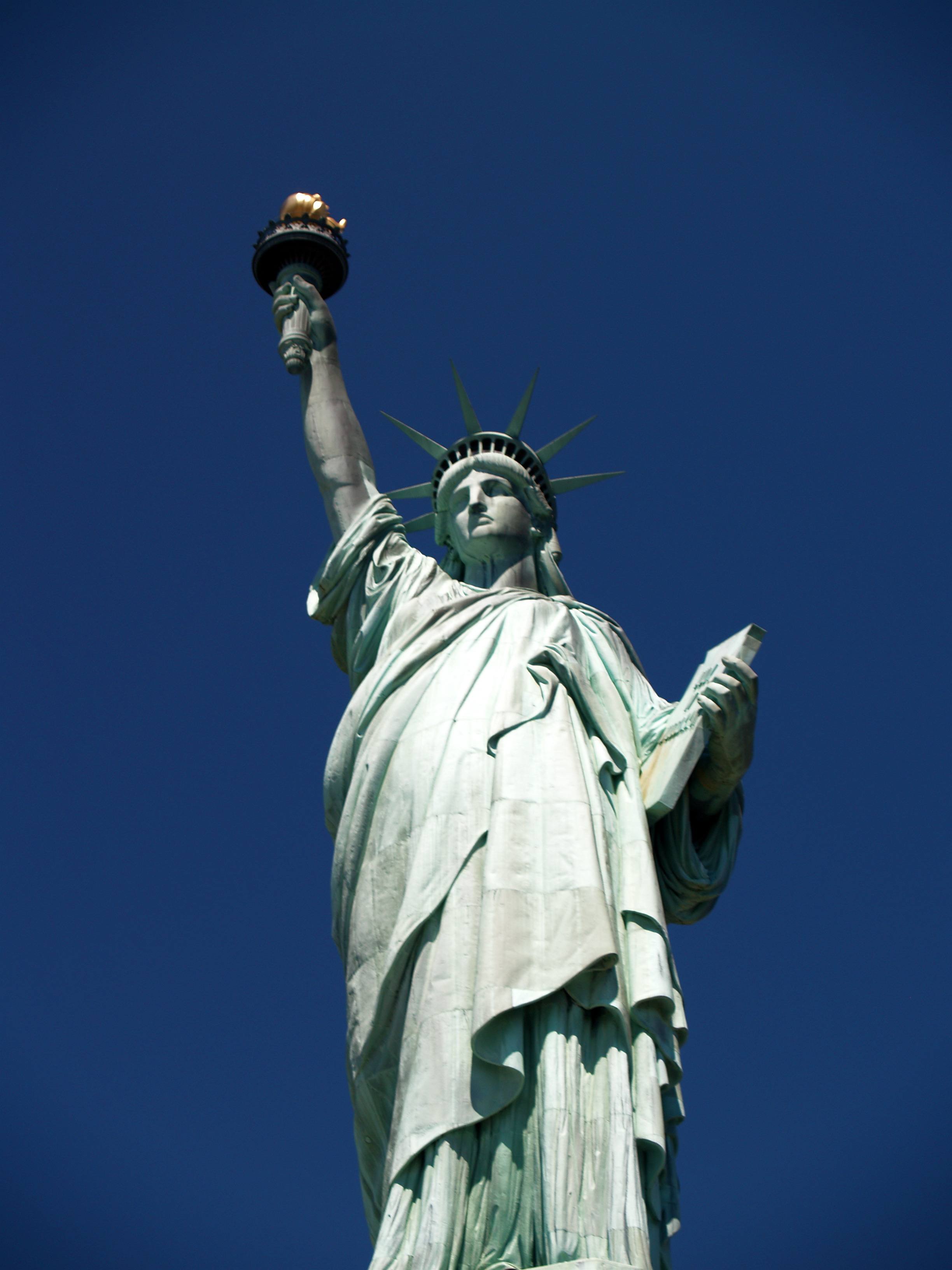
자유의 여신상
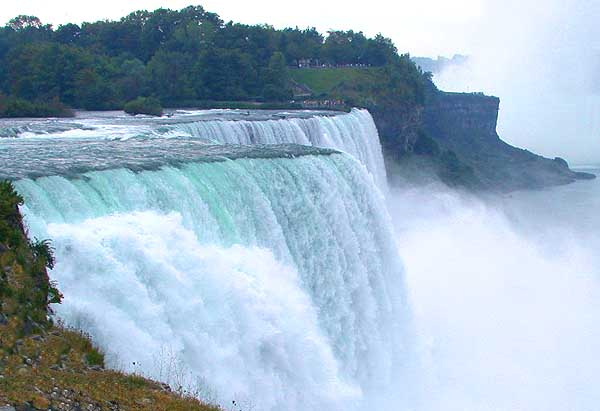
나이아가라 폭포
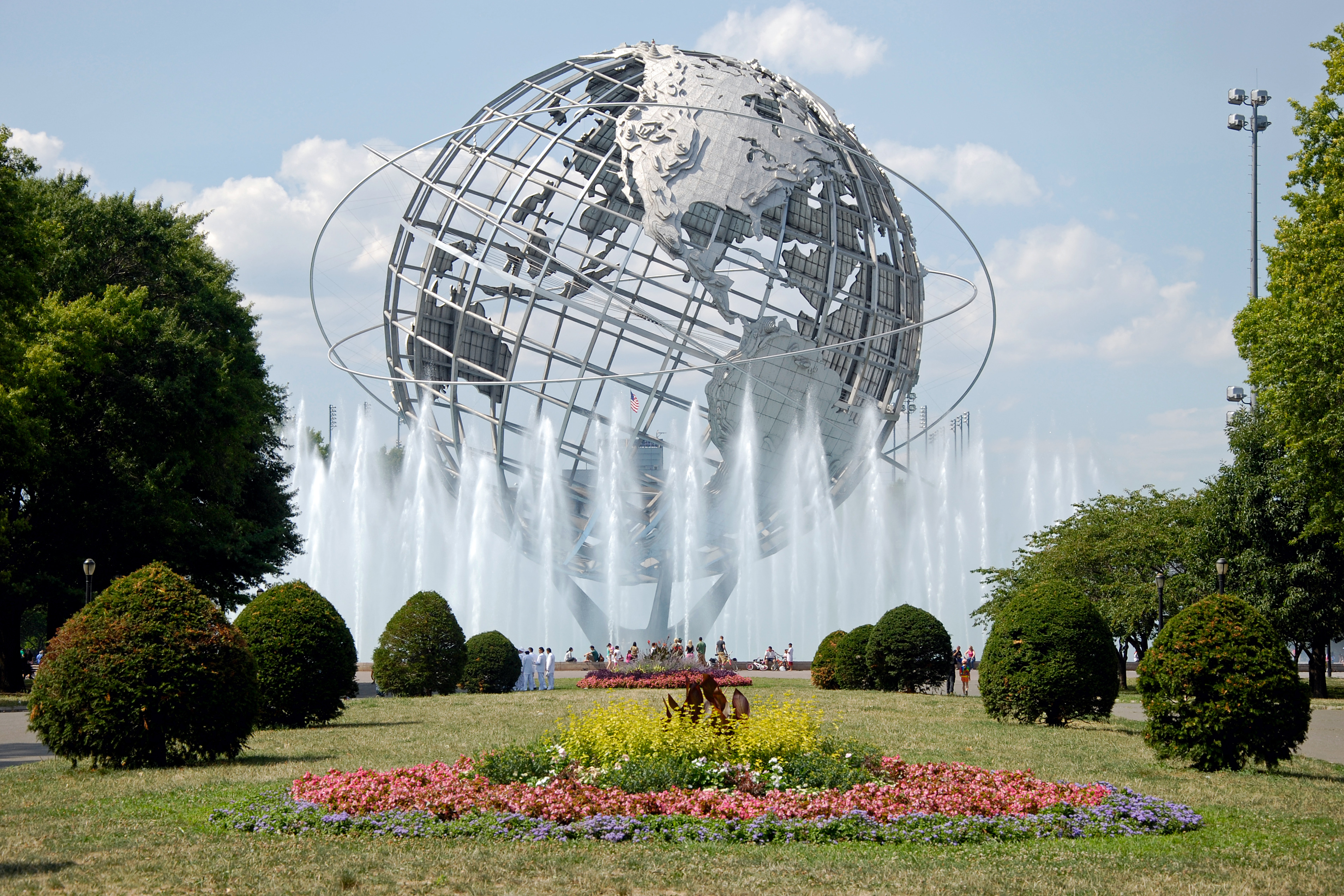
거대한 세계, 플러싱
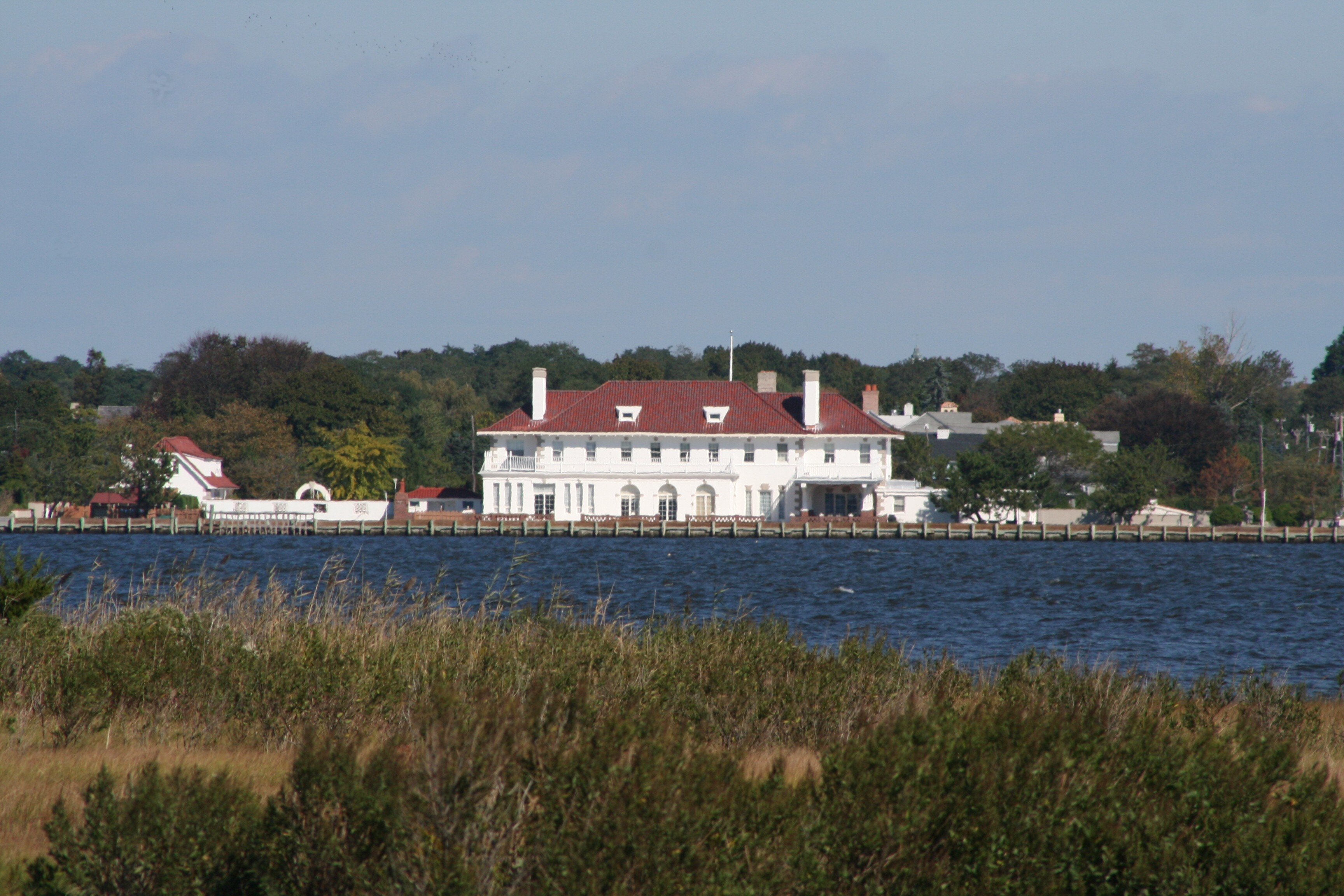
롱 아일랜드
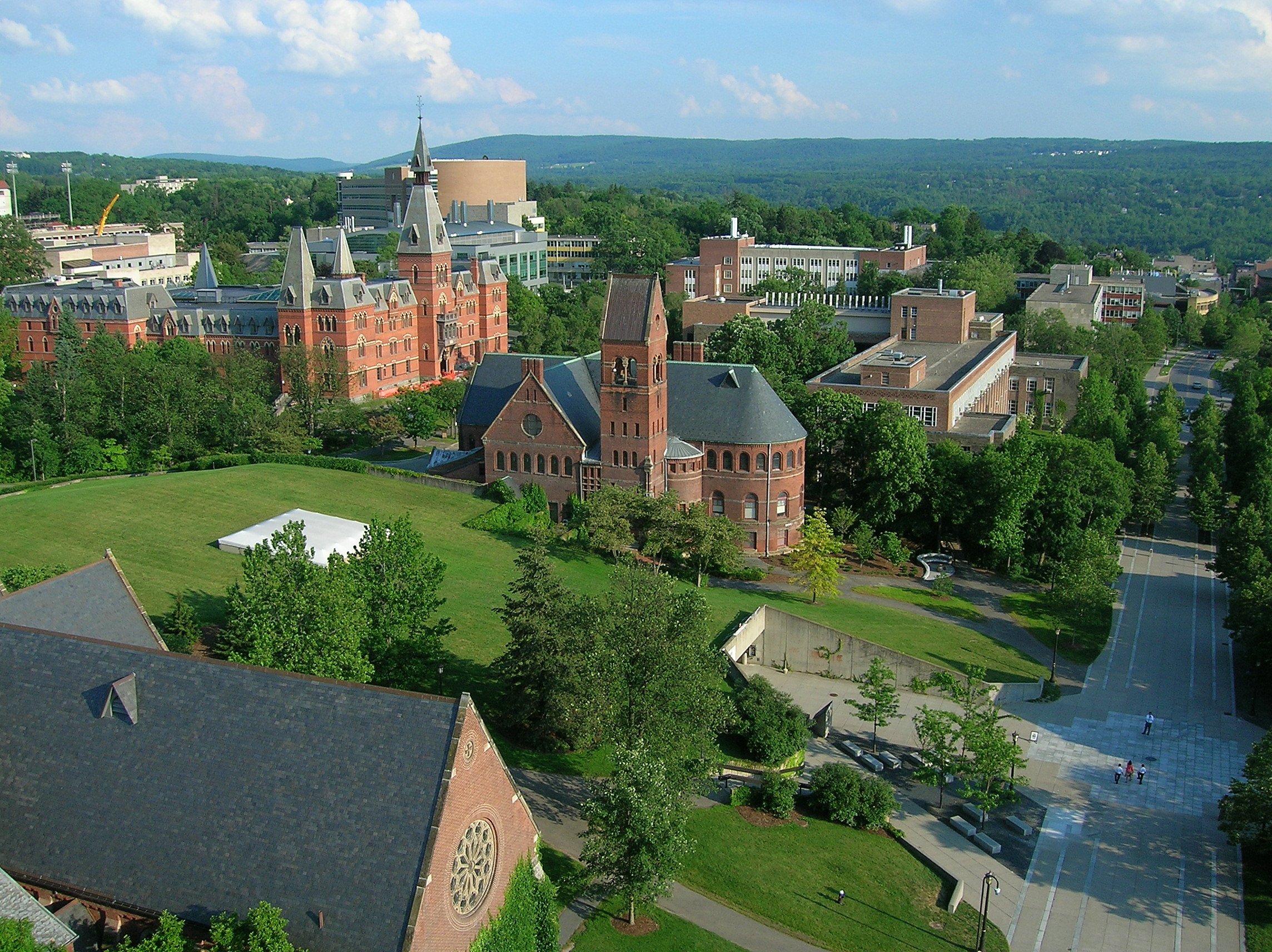
코넬 대학교, 이사카
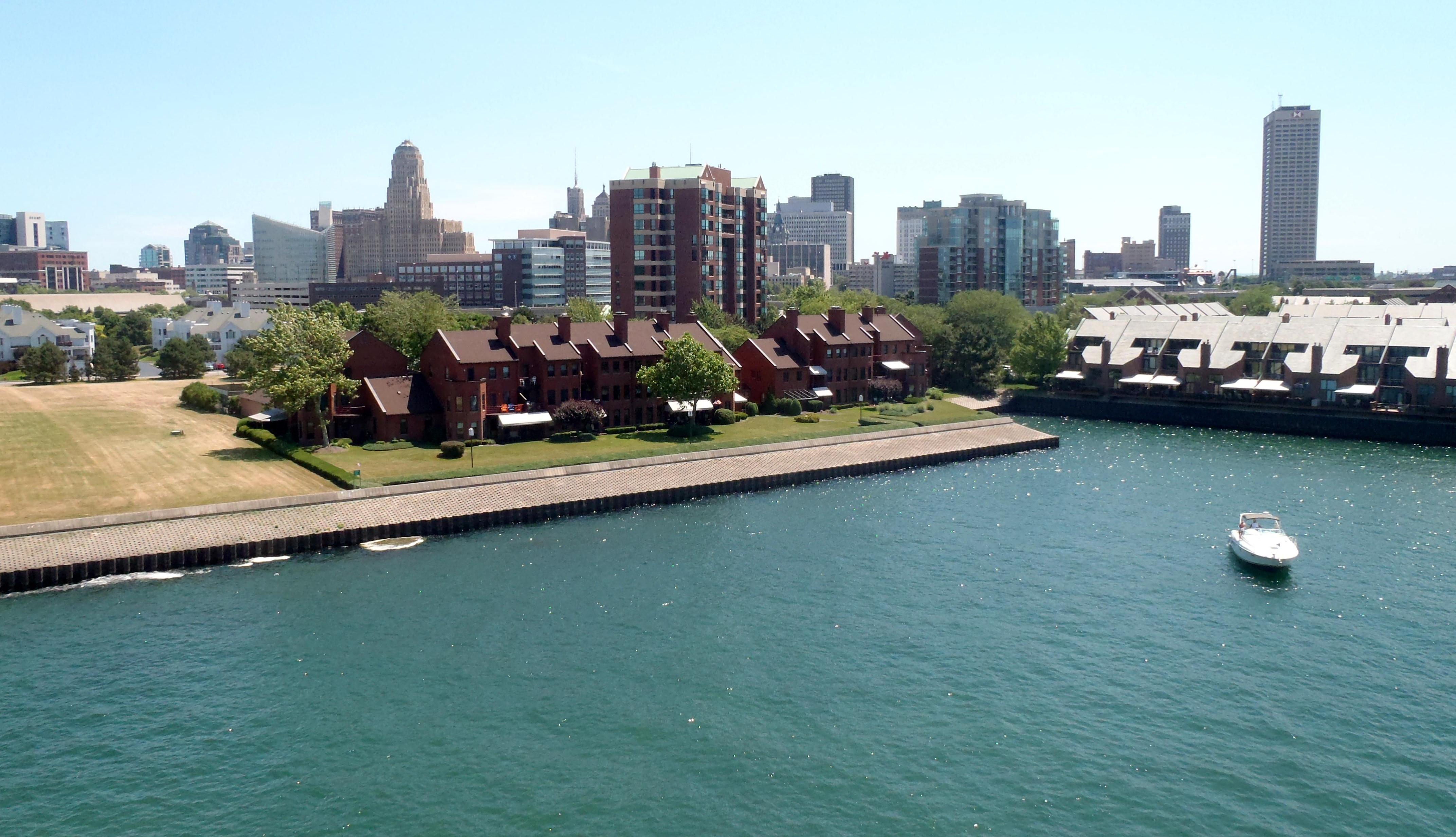
이리 호 (Lake Erie) 해안, 버팔로
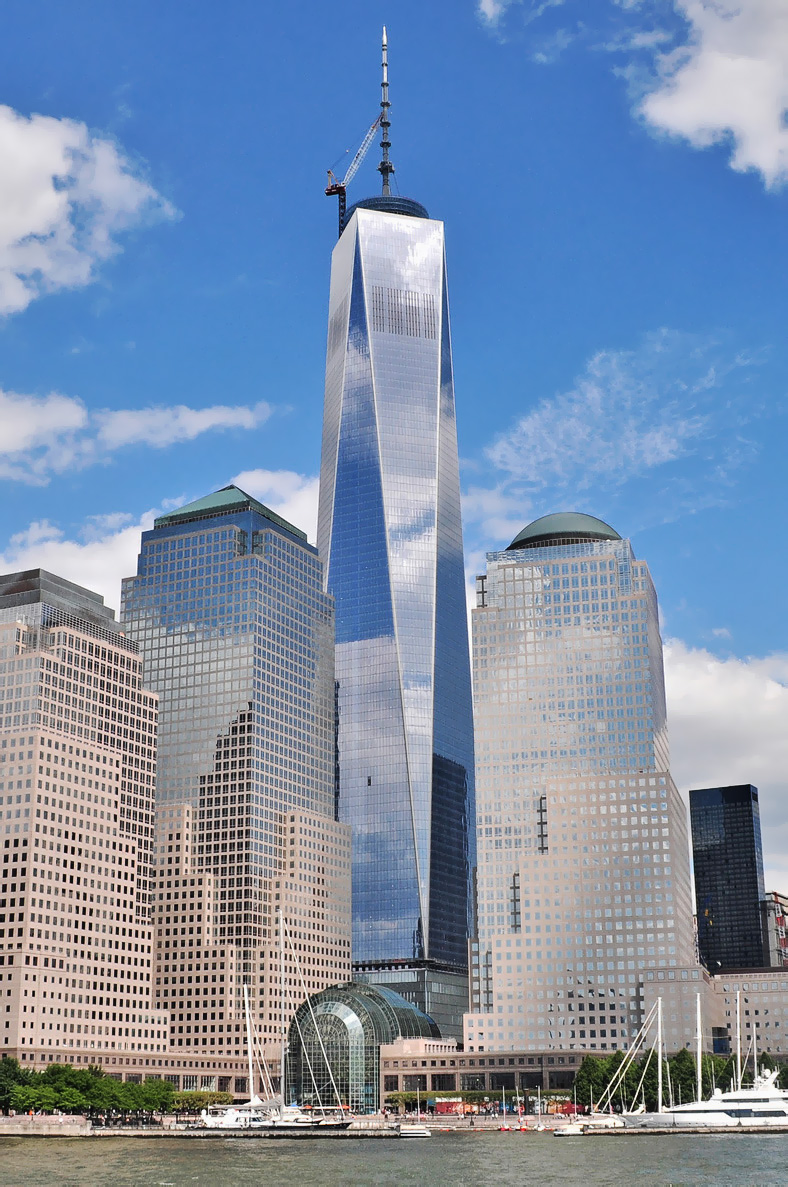
원 월드 트레이드 센터, 맨하탄 사우스
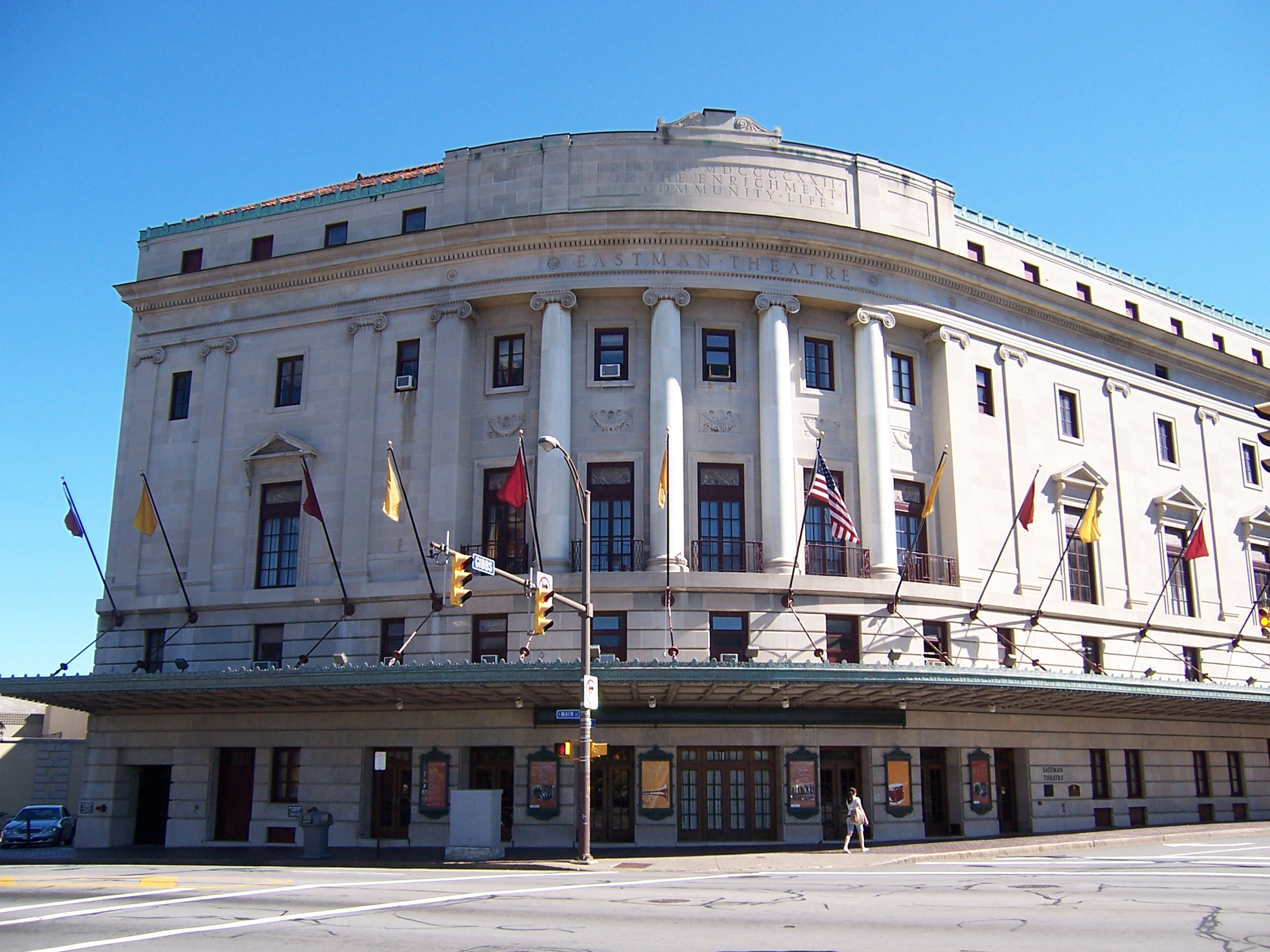
로체스터
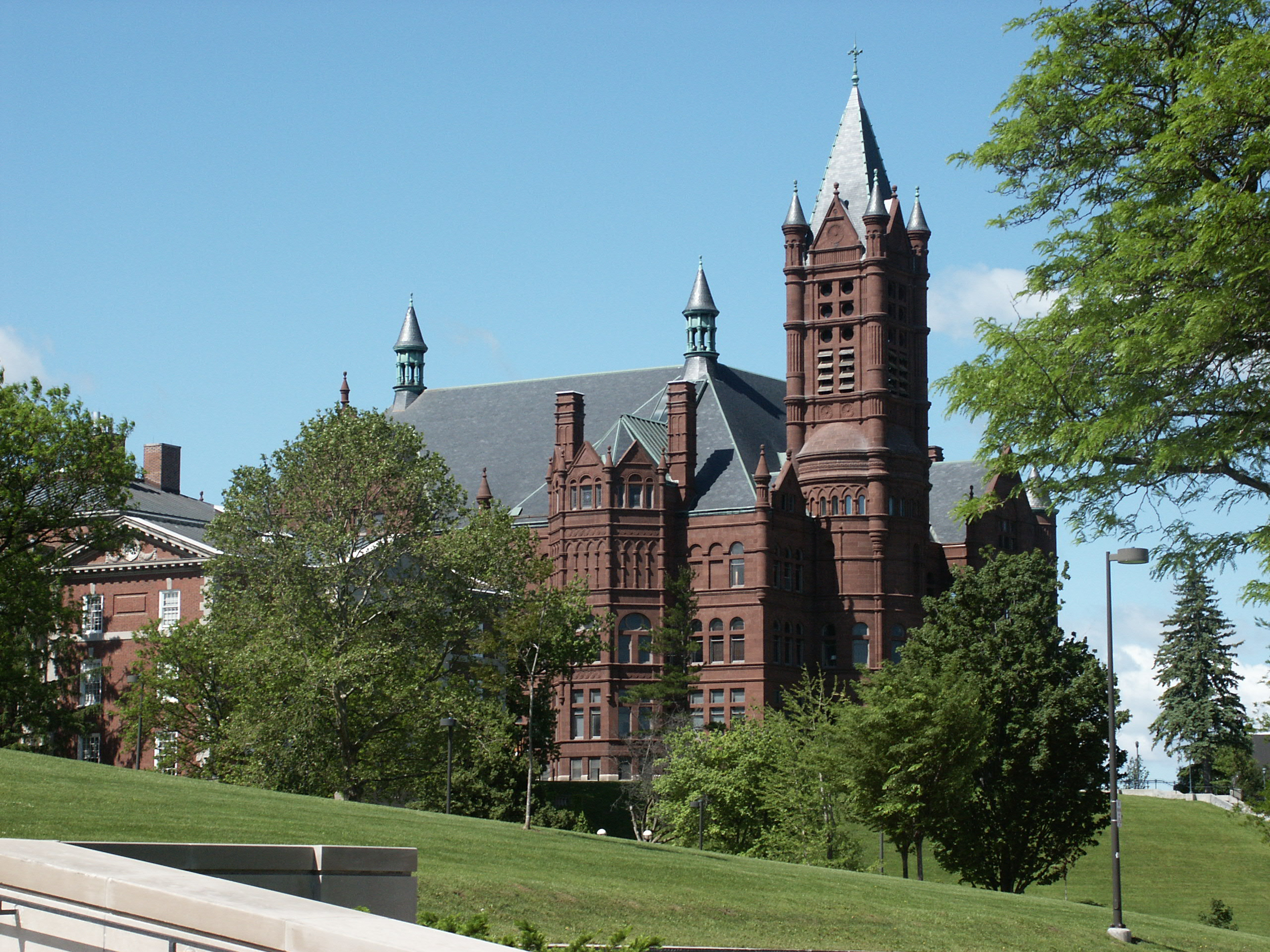
시러큐스 대학